# Brucellaceae
Brucellaceae é uma família de bactérias gram-negativas da ordem Rhizobiales e do filo Proteobacteria.

## Gêneros
- Brucella
- Crabtreella
- Daeguia
- Mycoplana
- Ochrobactrum
- Paenochrobactrum
- Pseudochrobactrum